# 羅凱特峰
46°12′09″N 10°39′21″E / 46.20247°N 10.65592°E
羅凱特峰（義大利語：Cimon delle Rocchette），是意大利的山峰，位於該國北部，由特倫蒂諾-上阿迪傑大區負責管轄，屬於阿達梅洛-普雷薩內拉阿爾卑斯山脈的一部分，海拔高度3,289米，每年平均降雨量1,357毫米。